# Quatrième district congressionnel du Kentucky
Le 4e district congressionnel du Kentucky est un district de l'État américain du Kentucky. Situé dans la partie nord-est de l'État, c'est un long district qui suit la rivière Ohio. Cependant, le district est dominé par sa partie extrême ouest, comprenant la banlieue est de Louisville et le nord du Kentucky, le côté Kentucky de la région de Cincinnati.
La majorité des électeurs vivent dans les comtés suburbains en plein essor de Cincinnati, Boone, Kenton et Campbell, qui comprennent des banlieues telles que Fort Mitchell, Covington, Florence, Newport et Fort Thomas. Le deuxième plus grand centre de population est la banlieue nord-est de Louisville. Il s'étend aussi loin au sud que les parties nord de la ville de Bardstown.
Le district est actuellement représenté par le Républicain Thomas Massie qui a été élu lors d'une élection spéciale en 2012 pour succéder au Républicain Geoff Davis, qui a démissionné le 31 juillet 2012, invoquant des préoccupations familiales.

## Caractéristiques
Le 4e district a été l'une des premières régions du Kentucky à devenir républicaine en dehors du centre-sud du Kentucky traditionnellement Républicain ; il a été aux mains du GOP depuis 1967 sauf pendant une période de six ans. Sa politique est dominée par les républicains dans les banlieues riches de Cincinnati, qui se sont gonflées d'anciens résidents de Cincinnati depuis le début des années 1960. Entre eux, les comtés de Boone, Kenton et Campbell comptent autant d'habitants que le reste du district réuni. Pour mesurer à quel point la banlieue de Cincinnati a dominé le district, lorsque Massie a pris ses fonctions, il est devenu le premier Représentant de la partie est du district en 45 ans. Néanmoins, les démocrates détiennent toujours des bureaux nationaux et locaux dans les comtés ruraux.
| Registre des affiliations politique en Octobre 2023 | Registre des affiliations politique en Octobre 2023 | Registre des affiliations politique en Octobre 2023 | Registre des affiliations politique en Octobre 2023 |
| Parti                                               | Parti                                               | Nombre de votants                                   | %                                                   |
| --------------------------------------------------- | --------------------------------------------------- | --------------------------------------------------- | --------------------------------------------------- |
|                                                     | Républicain                                         | 307 967                                             | 50,38                                               |
|                                                     | Démocrate                                           | 225 095                                             | 36,82                                               |
|                                                     | Autres                                              | 46 963                                              | 7,68                                                |
|                                                     | Indépendant                                         | 31 255                                              | 5,11                                                |
| Total                                               | Total                                               | 611 280                                             | 100 %                                               |

Jusqu'au 1er janvier 2006, le Kentucky n'a pas suivi l'affiliation à un parti pour les électeurs inscrits qui n'étaient ni démocrates ni républicains. La carte d'inscription des électeurs du Kentucky ne répertorie explicitement rien d'autre que le Parti Démocrate, le Parti Républicain ou Autre, l'option « Autre » ayant une ligne vide et aucune instruction sur la façon de s'inscrire comme autre chose.

## Géographie
| #   | Comté     | Siège                   | Population |
| --- | --------- | ----------------------- | ---------- |
| 15  | Boone     | Burlington              | 140 496    |
| 23  | Bracken   | Brooksville             | 8426       |
| 37  | Campbell  | Alexandria, Newport     | 93 702     |
| 41  | Carroll   | Carrollton              | 10 987     |
| 43  | Carter    | Grayson                 | 26 366     |
| 77  | Gallatin  | Warsaw                  | 8792       |
| 81  | Grant     | Williamstown            | 25 619     |
| 89  | Greenup   | Greenup                 | 35 221     |
| 97  | Harrison  | Cynthiana               | 19 415     |
| 103 | Henry     | Oldham                  | 15 973     |
| 117 | Kenton    | Covington, Independence | 171 321    |
| 135 | Lewis     | Vanceburg               | 12 973     |
| 161 | Mason     | Maysville               | 16 841     |
| 179 | Nelson    | Bardstown               | 47 730     |
| 185 | Oldham    | La Grange               | 70 183     |
| 187 | Owen      | Owenton                 | 11 313     |
| 191 | Pendleton | Falmouth                | 14 810     |
| 201 | Robertson | Mount Olivet            | 2313       |
| 211 | Shelby    | Shelbyville             | 49 515     |
| 215 | Spencer   | Taylorsville            | 20 531     |
| 223 | Trimble   | Bedford                 | 8607       |

### Villes de 10 000 habitants ou plus
- Covington - 40 956
- Florence - 32 618
- Independence - 29 326
- Erlanger - 19 756
- Shelbyville - 17 565
- Burlington - 17 318
- Fort Thomas - 17 133
- Newport - 13 901
- Bardstown - 13 739
- Alexandria - 10 570
- La Grange - 10 295

### Villes de 2 500 - 10 000 habitants
- Francisville - 9 952
- Oakbrook - 9 268
- Elsmere - 9 148
- Maysville - 8 742
- Fort Mitchell - 8 653
- Edgewood - 8 398
- Union - 7 592
- Villa Hills - 7 435
- Flatwoods - 7 243
- Taylor Mill - 6 846
- Cynthiana - 6 441
- Highland Heights - 6 418
- Cold Spring - 6 353
- Crestwood - 6 350
- Hebron - 6 195
- Fort Wright - 5 819
- Buckner - 5 785
- Dayton - 5 749
- Bellevue - 5 630
- Walton - 5 576
- Prospect - 4 565
- Crescent Springs - 4 450
- Ludlow - 4 343
- Crittenden - 4 091
- Williamstown - 3 955
- Carrollton - 3 909
- Southgate - 3 717
- Russell - 3 669
- Crestview Hills - 3 223
- Park Hills - 3 155
- Wilder - 3 123
- Simpsonville - 3 028
- Claryville - 2 992
- Lakeside Park - 2 823
- Eminence - 2 715

## Historique de vote
| Années | Poste             | Résultats                 |
| ------ | ----------------- | ------------------------- |
| 2000   | Président         | Bush 61,0 % - 37,0 %      |
| 2004   | Président         | Bush 63,0 % - 36,0 %      |
| 2008   | Président         | McCain 60,0 % - 38,0 %    |
| 2012   | Président         | Romney 63,0 % - 35,0 %    |
| 2016   | Président         | Trump 65,0 % - 33,0 %     |
| 2016   | Sénat             | Paul 66,0 % - 34,0 %      |
| 2019   | Gouverneur        | Bevin 53,0 % - 45,0 %     |
| 2019   | Procureur Général | Cameron 63,0 % - 37,0 %   |
| 2020   | Président         | Trump 65,0 % - 33,0 %     |
| 2020   | Sénat             | McConnell 61,0 % - 35,0 % |
| 2022   | Sénat             | Paul 66,0 % - 34,0 %      |
| 2023   | Gouverneur        | Cameron 52,0 % - 48,0 %   |

## Liste des Représentants du district
| Membre                          | Parti                          | Années                             | Congrès     | Histoire électorale | Zone géographique                                                                                     |
| ------------------------------- | ------------------------------ | ---------------------------------- | ----------- | --- | --- |
| District établit le 4 mars 1803 |                                |                                    |             | | |
| Thomas Sanford (en)             | Républicain-Démocrate          | 4 mars 1803 - 3 mars 1807          | 8e , 9e     | Élu en 1803. Réélu en 1804. perd sa réélection. | 1803 – 1813 Boone, Bracken, Campbell, Franklin, Gallatin, Harrison, Henry, Pendleton, Scott et Shelby |
| Richard M. Johnson              | Républicain-Démocrate          | 4 mars 1807 - 3 mars 1813          | 10e - 12e   | Élu en 1806. Réélu en 1808. Réélu en 1810. Redécoupage vers le 3e district. | 1803 – 1813 Boone, Bracken, Campbell, Franklin, Gallatin, Harrison, Henry, Pendleton, Scott et Shelby |
| Joseph Desha                    | Républicain-Démocrate          | 4 mars 1813 - 3 mars 1819          | 13e - 15e   | Redécoupage depuis le 6e district et réélu en 1812. Réélu en 1814. Réélu en 1816. Retrait.                                                                                             | 1813 – 1823 Bourbon, Bracken, Lewis, Mason, Nicholas                                                  |
| Thomas Metcalfe (en)            | Républicain-Démocrate          | 4 mars 1819 - 3 mars 1823          | 16e , 17e   | Élu en 1818. Réélu en 1820. Redécoupage vers le 2e district. | 1813 – 1823 Bourbon, Bracken, Lewis, Mason, Nicholas                                                  |
| Robert P. Letcher (en)          | Républicain-Démocrate          | 3 mars 1823 - 3 mars 1825          | 18e - 22e   | Élu en 1822. Réélu en 1824. Réélu en 1827. Réélu en 1829. Réélu en 1831. Redécoupage vers le 5e district.                                                                              | 1823 – 1833 Clay, Estill, Garrard, Harlan, Knox, Madison, Perry, Rockcastle et Whitley                |
| Robert P. Letcher (en)          | Anti-Jacksonien                | 3 mars 1825 - 3 mars 1833          | 18e - 22e   | Élu en 1822. Réélu en 1824. Réélu en 1827. Réélu en 1829. Réélu en 1831. Redécoupage vers le 5e district.                                                                              | 1823 – 1833 Clay, Estill, Garrard, Harlan, Knox, Madison, Perry, Rockcastle et Whitley                |
| Martin Beaty (en)               | Anti-Jacksonien                | 4 mars 1833 - 3 mars 1835          | 23e         | Élu en 1833. perd sa réélection. | 1833 – 1843                                                                                           |
| Sherrod Williams (en)           | Anti-Jacksonien                | 4 mars 1835 - 3 mars 1837          | 24e - 26e   | Élu en 1835. Réélu en 1837. Réélu en 1839. Retrait. | 1833 – 1843                                                                                           |
| Sherrod Williams (en)           | Whig                           | 4 mars 1837 - 3 mars 1841          | 24e - 26e   | Élu en 1835. Réélu en 1837. Réélu en 1839. Retrait. | 1833 – 1843                                                                                           |
| Bryan Owsley (en)               | Whig                           | 4 mars 1841 - 3 mars 1843          | 27e         | Élu en 1841. perd a réélection. | 1833 – 1843                                                                                           |
| George Caldwell (en)            | Démocrate                      | 4 mars 1843 - 3 mars 1845          | 28e         | Élu en 1843. Retrait. | 1843 – 1853                                                                                           |
| Joshua F. Bell (en)             | Whig                           | 4 mars 1845 - 3 mars 1847          | 29e         | Élu en 1845. Retrait. | 1843 – 1853                                                                                           |
| Aylette Buckner (en)            | Whig                           | 4 mars 1847 - 3 mars 1849          | 30e         | Élu en 1847. perd sa réélection. | 1843 – 1853                                                                                           |
| George Caldwell (en)            | Démocrate                      | 4 mars 1849 - 3 mars 1851          | 31e         | Élu en 1849. Retrait. | 1843 – 1853                                                                                           |
| William T. Ward (en)            | Whig                           | 4 mars 1851 - 3 mars 1853          | 32e         | Élu en 1851. Retrait. | 1843 – 1853                                                                                           |
| James Chrisman (en)             | Démocrate                      | 4 mars 1853 - 3 mars 1855          | 33e         | Élu en 1853. Retrait. | 1853 – 1863                                                                                           |
| Albert G. Talbott (en)          | Démocrate                      | 4 mars 1855 - 3 mars 1859          | 34e , 35e   | Élu en 1855. Réélu en 1857. Retrait. | 1853 – 1863                                                                                           |
| William C. Anderson (en)        | Opposition (États du Sud) (en) | 4 mars 1859 - 3 mars 1861          | 36e         | Élu en 1859. Retrait pour se présenter comme Représentant d'État. | 1853 – 1863                                                                                           |
| Aaron Harding (en)              | Unioniste                      | 4 mars 1861 - 3 mars 1865          | 37e - 39e   | Élu en 1861. Réélu en 1863. Réélu en 1865. Retrait. | 1853 – 1863                                                                                           |
| Aaron Harding (en)              | Unioniste                      | 4 mars 1861 - 3 mars 1865          | 37e - 39e   | Élu en 1861. Réélu en 1863. Réélu en 1865. Retrait. | 1863 – 1873                                                                                           |
| Aaron Harding (en)              | Démocrate                      | 4 mars 1865 - 3 mars 1867          | 37e - 39e   | Élu en 1861. Réélu en 1863. Réélu en 1865. Retrait. | |
| J. Proctor Knott                | Démocrate                      | 4 mars 1867 - 3 mars 1871          | 40e , 41e   | Élu en 1867. Réélu en 1868. Retrait. | |
| William B. Read (en)            | Démocrate                      | 4 mars 1871 - 3 mars 1875          | 42e , 43e   | Élu en 1870. Réélu en 1872. perd sa renomination. | |
| William B. Read (en)            | Démocrate                      | 4 mars 1871 - 3 mars 1875          | 42e , 43e   | Élu en 1870. Réélu en 1872. perd sa renomination. | 1873 – 1883                                                                                           |
| J. Proctor Knott                | Démocrate                      | 4 mars 1875 - 3 mars 1883          | 44e - 47e   | Élu en 1874. Réélu en 1876. Réélu en 1878. Réélu en 1880. Retrait. | |
| Thomas A. Robertson (en)        | Démocrate                      | 4 mars 1883 - 3 mars 1887          | 48e , 49e   | Élu en 1882. Réélu en 1884. perd sa renomination. | 1883 – 1893                                                                                           |
| Alexander B. Montgomery (en)    | Démocrate                      | 4 mars 1887 - 3 mars 1895          | 50e - 53e   | Élu en 1886. Réélu en 1888. Réélu en 1890. Réélu en 1892. perd sa réélection. | 1883 – 1893                                                                                           |
| Alexander B. Montgomery (en)    | Démocrate                      | 4 mars 1887 - 3 mars 1895          | 50e - 53e   | Élu en 1886. Réélu en 1888. Réélu en 1890. Réélu en 1892. perd sa réélection. | 1893 – 1903                                                                                           |
| John W. Lewis (en)              | Républicain                    | 4 mars 1895 - 3 mars 1897          | 54e         | Élu en 1894. perd sa réélection. | |
| David H. Smith (en)             | Démocrate                      | 4 mars 1897 - 3 mars 1907          | 55e - 59e   | Élu en 1896. Réélu en 1898. Réélu en 1900. Réélu en 1902. Réélu en 1904. Retrait. | |
| David H. Smith (en)             | Démocrate                      | 4 mars 1897 - 3 mars 1907          | 55e - 59e   | Élu en 1896. Réélu en 1898. Réélu en 1900. Réélu en 1902. Réélu en 1904. Retrait. | 1903 – 1913                                                                                           |
| Ben Johnson (en)                | Démocrate                      | 4 mars 1907 - 3 mars 1927          | 60e - 69e   | Élu en 1906. Réélu en 1908. Réélu en 1910. Réélu en 1912. Réélu en 1914. Réélu en 1916. Réélu en 1918. Réélu en 1920. Réélu en 1922. Réélu en 1924. Retrait.                           | |
| Ben Johnson (en)                | Démocrate                      | 4 mars 1907 - 3 mars 1927          | 60e - 69e   | Élu en 1906. Réélu en 1908. Réélu en 1910. Réélu en 1912. Réélu en 1914. Réélu en 1916. Réélu en 1918. Réélu en 1920. Réélu en 1922. Réélu en 1924. Retrait.                           | 1913 – 1933                                                                                           |
| Henry D. Moorman (en)           | Démocrate                      | 4 mars 1927 - 3 mars 1929          | 70e         | Élu en 1926. perd sa réélection. | |
| John D. Craddock (en)           | Républicain                    | 4 mars 1929 - 3 mars 1931          | 71e         | Élu en 1928. perd sa réélection. | |
| Cap R. Carden (en)              | Démocrate                      | 4 mars 1931 - 3 mars 1933          | 72e         | Élu en 1930. Redécoupage vers le district at-large. | |
| District supprimé               | District supprimé              | 4 mars 1933 - 3 janvier 1935       | 73e         | | |
| Cap R. Carden (en)              | Démocrate                      | 4 mars 1935 - 13 juin 1935         | 74e         | Redécoupage depuis le district at-large et réélu en 1934. Décès. | 1935 – 1943                                                                                           |
| Vacant                          | Vacant                         | 13 juin 1935 - 5 novembre 1935     | 74e         | | 1935 – 1943                                                                                           |
| Edward W. Creal (en)            | Démocrate                      | 5 novembre 1935 - 13 octobre 1943  | 74e - 78e   | Élu pour terminer le mandat de Carden. Réélu en 1936. Réélu en 1938. Réélu en 1940. Réélu en 1942. Décès.                                                                              | 1935 – 1943                                                                                           |
| Edward W. Creal (en)            | Démocrate                      | 5 novembre 1935 - 13 octobre 1943  | 74e - 78e   | Élu pour terminer le mandat de Carden. Réélu en 1936. Réélu en 1938. Réélu en 1940. Réélu en 1942. Décès.                                                                              | 1943 – 1953                                                                                           |
| Vacant                          | Vacant                         | 13 octobre 1943 - 30 novembre 1943 | 78e         | | |
| Chester O. Carrier (en)         | Républicain                    | 30 novembre 1943 - 3 janvier 1945  | 78e         | Élu pour terminer le mandat de Creal. perd sa réélection. | |
| Frank Chelf (en)                | Démocrate                      | 3 janvier 1945 - 3 janvier 1967    | 79e - 89e   | Élu en 1944. Réélu en 1946. Réélu en 1948. Réélu en 1950. Réélu en 1952. Réélu en 1954. Réélu en 1956. Réélu en 1958. Réélu en 1960. Réélu en 1962. Réélu en 1964. perd sa réélection. | |
| Frank Chelf (en)                | Démocrate                      | 3 janvier 1945 - 3 janvier 1967    | 79e - 89e   | Élu en 1944. Réélu en 1946. Réélu en 1948. Réélu en 1950. Réélu en 1952. Réélu en 1954. Réélu en 1956. Réélu en 1958. Réélu en 1960. Réélu en 1962. Réélu en 1964. perd sa réélection. | 1953 – 1963                                                                                           |
| Frank Chelf (en)                | Démocrate                      | 3 janvier 1945 - 3 janvier 1967    | 79e - 89e   | Élu en 1944. Réélu en 1946. Réélu en 1948. Réélu en 1950. Réélu en 1952. Réélu en 1954. Réélu en 1956. Réélu en 1958. Réélu en 1960. Réélu en 1962. Réélu en 1964. perd sa réélection. | 1963 – 1973                                                                                           |
| Gene Snyder (en)                | Républicain                    | 3 janvier 1967 - 3 janvier 1987    | 90e - 99e   | Élu en 1966. Réélu en 1968. Réélu en 1970. Réélu en 1972. Réélu en 1974. Réélu en 1976. Réélu en 1978. Réélu en 1980. Réélu en 1982. Réélu en 1984. Retrait.                           | |
| Gene Snyder (en)                | Républicain                    | 3 janvier 1967 - 3 janvier 1987    | 90e - 99e   | Élu en 1966. Réélu en 1968. Réélu en 1970. Réélu en 1972. Réélu en 1974. Réélu en 1976. Réélu en 1978. Réélu en 1980. Réélu en 1982. Réélu en 1984. Retrait.                           | 1973 – 1983                                                                                           |
| Gene Snyder (en)                | Républicain                    | 3 janvier 1967 - 3 janvier 1987    | 90e - 99e   | Élu en 1966. Réélu en 1968. Réélu en 1970. Réélu en 1972. Réélu en 1974. Réélu en 1976. Réélu en 1978. Réélu en 1980. Réélu en 1982. Réélu en 1984. Retrait.                           | 1983 – 1993                                                                                           |
| Jim Bunning                     | Républicain                    | 3 janvier 1987 - 3 janvier 1999    | 100e - 105e | Élu en 1986. Réélu en 1988. Réélu en 1990. Réélu en 1992. Réélu en 1994. Réélu en 1996. Retrait pour se présenter comme Sénateur des États-Unis.                                       | |
| Jim Bunning                     | Républicain                    | 3 janvier 1987 - 3 janvier 1999    | 100e - 105e | Élu en 1986. Réélu en 1988. Réélu en 1990. Réélu en 1992. Réélu en 1994. Réélu en 1996. Retrait pour se présenter comme Sénateur des États-Unis.                                       | 1993 – 2003                                                                                           |
| Ken Lucas (en)                  | Démocrate                      | 3 janvier 1999 - 3 janvier 2005    | 106e - 108e | Élu en 1998. Réélu en 2000. Réélu en 2002. Retrait. | |
| Ken Lucas (en)                  | Démocrate                      | 3 janvier 1999 - 3 janvier 2005    | 106e - 108e | Élu en 1998. Réélu en 2000. Réélu en 2002. Retrait. | 2003 – 2013                                                                                           |
| Geoff Davis (en)                | Républicain                    | 3 janvier 2005 - 31 juillet 2012   | 109e - 112e | Élu en 2004. Réélu en 2006. Réélu en 2008. Réélu en 2010. Démissionne dû à des problèmes médicaux familiaux.                                                                           | |
| Vacant                          | Vacant                         | 31 juillet 2012 - 6 novembre 2012  | 112e        | | |
| Thomas Massie                   | Républicain                    | 6 novembre 2012                    | 112e - 119e | Élu pour terminer le mandat de Davis. Réélu en 2012. Réélu en 2014. Réélu en 2016. Réélu en 2018. Réélu en 2020. Réélu en 2022. Réélu en 2024.                                         | |
| Thomas Massie                   | Républicain                    | 6 novembre 2012                    | 112e - 119e | Élu pour terminer le mandat de Davis. Réélu en 2012. Réélu en 2014. Réélu en 2016. Réélu en 2018. Réélu en 2020. Réélu en 2022. Réélu en 2024.                                         | 2013 – 2023                                                                                           |
| Thomas Massie                   | Républicain                    | 6 novembre 2012                    | 112e - 119e | Élu pour terminer le mandat de Davis. Réélu en 2012. Réélu en 2014. Réélu en 2016. Réélu en 2018. Réélu en 2020. Réélu en 2022. Réélu en 2024.                                         | 2023–Présent                                                                                          |

## Résultats des récentes élections
Voici les résultats des dix précédents cycles électoraux dans le district.

### 2004
| Élection de 2004 du 4e district congressionnel du Kentucky | Élection de 2004 du 4e district congressionnel du Kentucky | Élection de 2004 du 4e district congressionnel du Kentucky | Élection de 2004 du 4e district congressionnel du Kentucky | Élection de 2004 du 4e district congressionnel du Kentucky |
| ---------------------------------------------------------- | ---------------------------------------------------------- | ---------------------------------------------------------- | ---------------------------------------------------------- | ---------------------------------------------------------- |
| Parti                                                      | Parti                                                      | Candidat                                                   | Votes                                                      | %                                                          |
|                                                            | Républicain                                                | Geoff Davis (en)                                           | 160 982                                                    | 54,40                                                      |
|                                                            | Démocrate                                                  | Nick Clooney                                               | 129 876                                                    | 43,89                                                      |
|                                                            | Indépendant                                                | Michael Slider                                             | 5 069                                                      | 1,71                                                       |
| Total des votes                                            | Total des votes                                            | Total des votes                                            | 295 927                                                    | 100 %                                                      |
|                                                            | Les Républicains prennent aux Démocrates                   |                                                            |                                                            |                                                            |

### 2006
| Élection de 2006 du 4e district congressionnel du Kentucky | Élection de 2006 du 4e district congressionnel du Kentucky | Élection de 2006 du 4e district congressionnel du Kentucky | Élection de 2006 du 4e district congressionnel du Kentucky | Élection de 2006 du 4e district congressionnel du Kentucky |
| ---------------------------------------------------------- | ---------------------------------------------------------- | ---------------------------------------------------------- | ---------------------------------------------------------- | ---------------------------------------------------------- |
| Parti                                                      | Parti                                                      | Candidat                                                   | Votes                                                      | %                                                          |
|                                                            | Républicain                                                | Geoff Davis (en) (sortant)                                 | 105 845                                                    | 51,69                                                      |
|                                                            | Démocrate                                                  | Ken Lucas                                                  | 88 822                                                     | 43,38                                                      |
|                                                            | Libertarien                                                | Brian Houillion                                            | 10 100                                                     | 4,93                                                       |
| Total des votes                                            | Total des votes                                            | Total des votes                                            | 204 765                                                    | 100 %                                                      |
|                                                            | Les Républicains conservent                                |                                                            |                                                            |                                                            |

### 2008
| Élection de 2008 du 4e district congressionnel du Kentucky | Élection de 2008 du 4e district congressionnel du Kentucky | Élection de 2008 du 4e district congressionnel du Kentucky | Élection de 2008 du 4e district congressionnel du Kentucky | Élection de 2008 du 4e district congressionnel du Kentucky |
| ---------------------------------------------------------- | ---------------------------------------------------------- | ---------------------------------------------------------- | ---------------------------------------------------------- | ---------------------------------------------------------- |
| Parti                                                      | Parti                                                      | Candidat                                                   | Votes                                                      | %                                                          |
|                                                            | Républicain                                                | Geoff Davis (en) (sortant)                                 | 190 210                                                    | 63,03                                                      |
|                                                            | Démocrate                                                  | Michel Kelley                                              | 111 549                                                    | 36,97                                                      |
| Total des votes                                            | Total des votes                                            | Total des votes                                            | 301 759                                                    | 100 %                                                      |
|                                                            | Les Républicains conservent                                |                                                            |                                                            |                                                            |

### 2010
| Élection de 2010 du 4e district congressionnel du Kentucky | Élection de 2010 du 4e district congressionnel du Kentucky | Élection de 2010 du 4e district congressionnel du Kentucky | Élection de 2010 du 4e district congressionnel du Kentucky | Élection de 2010 du 4e district congressionnel du Kentucky |
| ---------------------------------------------------------- | ---------------------------------------------------------- | ---------------------------------------------------------- | ---------------------------------------------------------- | ---------------------------------------------------------- |
| Parti                                                      | Parti                                                      | Candidat                                                   | Votes                                                      | %                                                          |
|                                                            | Républicain                                                | Geoff Davis (en) (sortant)                                 | 151 774                                                    | 69,48                                                      |
|                                                            | Démocrate                                                  | John Waltz                                                 | 66 675                                                     | 30,52                                                      |
| Total des votes                                            | Total des votes                                            | Total des votes                                            | 218 449                                                    | 100 %                                                      |
|                                                            | Les Républicains conservent                                |                                                            |                                                            |                                                            |

### 2012
| Élection de 2012 du 4e district congressionnel du Kentucky | Élection de 2012 du 4e district congressionnel du Kentucky | Élection de 2012 du 4e district congressionnel du Kentucky | Élection de 2012 du 4e district congressionnel du Kentucky | Élection de 2012 du 4e district congressionnel du Kentucky |
| ---------------------------------------------------------- | ---------------------------------------------------------- | ---------------------------------------------------------- | ---------------------------------------------------------- | ---------------------------------------------------------- |
| Parti                                                      | Parti                                                      | Candidat                                                   | Votes                                                      | %                                                          |
|                                                            | Républicain                                                | Thomas Massie                                              | 186 026                                                    | 62,13                                                      |
|                                                            | Démocrate                                                  | William Adkins                                             | 104 731                                                    | 34,98                                                      |
|                                                            | Indépendant                                                | David Lewis                                                | 8 673                                                      | 2,90                                                       |
| Total des votes                                            | Total des votes                                            | Total des votes                                            | 299 430                                                    | 100 %                                                      |
|                                                            | Les Républicains conservent                                |                                                            |                                                            |                                                            |

### 2014
| Élection de 2014 du 4e district congressionnel du Kentucky | Élection de 2014 du 4e district congressionnel du Kentucky | Élection de 2014 du 4e district congressionnel du Kentucky | Élection de 2014 du 4e district congressionnel du Kentucky | Élection de 2014 du 4e district congressionnel du Kentucky |
| ---------------------------------------------------------- | ---------------------------------------------------------- | ---------------------------------------------------------- | ---------------------------------------------------------- | ---------------------------------------------------------- |
| Parti                                                      | Parti                                                      | Candidat                                                   | Votes                                                      | %                                                          |
|                                                            | Républicain                                                | Thomas Massie (sortant)                                    | 150 464                                                    | 67,7                                                       |
|                                                            | Démocrate                                                  | Peter Newberry                                             | 71 694                                                     | 32,3                                                       |
| Total des votes                                            | Total des votes                                            | Total des votes                                            | 222 158                                                    | 100 %                                                      |
|                                                            | Les Républicains conservent                                |                                                            |                                                            |                                                            |

### 2016
| Élection de 2016 du 4e district congressionnel du Kentucky | Élection de 2016 du 4e district congressionnel du Kentucky | Élection de 2016 du 4e district congressionnel du Kentucky | Élection de 2016 du 4e district congressionnel du Kentucky | Élection de 2016 du 4e district congressionnel du Kentucky |
| ---------------------------------------------------------- | ---------------------------------------------------------- | ---------------------------------------------------------- | ---------------------------------------------------------- | ---------------------------------------------------------- |
| Parti                                                      | Parti                                                      | Candidat                                                   | Votes                                                      | %                                                          |
|                                                            | Républicain                                                | Thomas Massie (sortant)                                    | 233 922                                                    | 71,32                                                      |
|                                                            | Démocrate                                                  | Calvin Sidle                                               | 94 065                                                     | 28,68                                                      |
| Total des votes                                            | Total des votes                                            | Total des votes                                            | 327 987                                                    | 100 %                                                      |
|                                                            | Les Républicains conservent                                |                                                            |                                                            |                                                            |

### 2018
| Élection de 2016 du 4e district congressionnel du Kentucky | Élection de 2016 du 4e district congressionnel du Kentucky | Élection de 2016 du 4e district congressionnel du Kentucky | Élection de 2016 du 4e district congressionnel du Kentucky | Élection de 2016 du 4e district congressionnel du Kentucky |
| ---------------------------------------------------------- | ---------------------------------------------------------- | ---------------------------------------------------------- | ---------------------------------------------------------- | ---------------------------------------------------------- |
| Parti                                                      | Parti                                                      | Candidat                                                   | Votes                                                      | %                                                          |
|                                                            | Républicain                                                | Thomas Massie (sortant)                                    | 162 946                                                    | 62,2                                                       |
|                                                            | Démocrate                                                  | Seth Hall                                                  | 90 536                                                     | 34,6                                                       |
|                                                            | Indépendant                                                | Mike Moffett                                               | 8 318                                                      | 2,2                                                        |
|                                                            | Indépendant                                                | David Goodwin (write-in)                                   | 12                                                         | 0,0                                                        |
| Total des votes                                            | Total des votes                                            | Total des votes                                            | 261 812                                                    | 100 %                                                      |
|                                                            | Les Républicains conservent                                |                                                            |                                                            |                                                            |

### 2020
| Élection de 2020 du 4e district congressionnel du Kentucky | Élection de 2020 du 4e district congressionnel du Kentucky | Élection de 2020 du 4e district congressionnel du Kentucky | Élection de 2020 du 4e district congressionnel du Kentucky | Élection de 2020 du 4e district congressionnel du Kentucky |
| ---------------------------------------------------------- | ---------------------------------------------------------- | ---------------------------------------------------------- | ---------------------------------------------------------- | ---------------------------------------------------------- |
| Parti                                                      | Parti                                                      | Candidat                                                   | Votes                                                      | %                                                          |
|                                                            | Républicain                                                | Thomas Massie (sortant)                                    | 256 613                                                    | 67,1                                                       |
|                                                            | Démocrate                                                  | Alexandra Owensby                                          | 125 896                                                    | 32,9                                                       |
| Total des votes                                            | Total des votes                                            | Total des votes                                            | 382 509                                                    | 100 %                                                      |
|                                                            | Les Républicains conservent                                |                                                            |                                                            |                                                            |

### 2022
La Primaire Démocrate a été annulée. Matthew Lehman avance vers l'Élection Générale.
| Primaire Républicaine de 2022 du 4e district congressionnel du Kentucky | Primaire Républicaine de 2022 du 4e district congressionnel du Kentucky | Primaire Républicaine de 2022 du 4e district congressionnel du Kentucky | Primaire Républicaine de 2022 du 4e district congressionnel du Kentucky | Primaire Républicaine de 2022 du 4e district congressionnel du Kentucky |
| ----------------------------------------------------------------------- | ----------------------------------------------------------------------- | ----------------------------------------------------------------------- | ----------------------------------------------------------------------- | ----------------------------------------------------------------------- |
| Parti                                                                   | Parti                                                                   | Candidat                                                                | Votes                                                                   | %                                                                       |
|                                                                         | Républicain                                                             | Thomas Massie (sortant)                                                 | 50 301                                                                  | 75,2                                                                    |
|                                                                         | Républicain                                                             | Claire Wirth                                                            | 10 521                                                                  | 15,7                                                                    |
|                                                                         | Républicain                                                             | Alyssa Dara McDowell                                                    | 3 446                                                                   | 5,2                                                                     |
|                                                                         | Républicain                                                             | George Washington                                                       | 2 606                                                                   | 3,9                                                                     |

| Élection de 2022 du 4e district congressionnel du Kentucky | Élection de 2022 du 4e district congressionnel du Kentucky | Élection de 2022 du 4e district congressionnel du Kentucky | Élection de 2022 du 4e district congressionnel du Kentucky | Élection de 2022 du 4e district congressionnel du Kentucky |
| ---------------------------------------------------------- | ---------------------------------------------------------- | ---------------------------------------------------------- | ---------------------------------------------------------- | ---------------------------------------------------------- |
| Parti                                                      | Parti                                                      | Candidat                                                   | Votes                                                      | %                                                          |
|                                                            | Républicain                                                | Thomas Massie (sortant)                                    | 167 541                                                    | 65,0                                                       |
|                                                            | Démocrate                                                  | Mattew Lehman                                              | 79 977                                                     | 31,0                                                       |
|                                                            | Indépendant                                                | Ethan Osborne                                              | 10 111                                                     | 3,9                                                        |
| Total des votes                                            | Total des votes                                            | Total des votes                                            | 257 629                                                    | 100 %                                                      |
|                                                            | Les Républicains conservent                                |                                                            |                                                            |                                                            |

### 2024
| Primaire Républicaine de 2024 du 4e district congressionnel du Kentucky | Primaire Républicaine de 2024 du 4e district congressionnel du Kentucky | Primaire Républicaine de 2024 du 4e district congressionnel du Kentucky | Primaire Républicaine de 2024 du 4e district congressionnel du Kentucky | Primaire Républicaine de 2024 du 4e district congressionnel du Kentucky |
| ----------------------------------------------------------------------- | ----------------------------------------------------------------------- | ----------------------------------------------------------------------- | ----------------------------------------------------------------------- | ----------------------------------------------------------------------- |
| Parti                                                                   | Parti                                                                   | Candidat                                                                | Votes                                                                   | %                                                                       |
|                                                                         | Républicain                                                             | Thomas Massie (sortant)                                                 | 50 301                                                                  | 75,2                                                                    |
|                                                                         | Républicain                                                             | Claire Wirth                                                            | 10 521                                                                  | 15,7                                                                    |
|                                                                         | Républicain                                                             | Alyssa Dara McDowell                                                    | 3 446                                                                   | 5,2                                                                     |

| Élection de 2024 du 4e district congressionnel du Kentucky | Élection de 2024 du 4e district congressionnel du Kentucky | Élection de 2024 du 4e district congressionnel du Kentucky | Élection de 2024 du 4e district congressionnel du Kentucky | Élection de 2024 du 4e district congressionnel du Kentucky |
| ---------------------------------------------------------- | ---------------------------------------------------------- | ---------------------------------------------------------- | ---------------------------------------------------------- | ---------------------------------------------------------- |
| Parti                                                      | Parti                                                      | Candidat                                                   | Votes                                                      | %                                                          |
|                                                            | Républicain                                                | Thomas Massie (sortant)                                    | 278 386                                                    | 99,6                                                       |
|                                                            | Write-in                                                   | Write-in                                                   | 1 131                                                      | 0,4                                                        |
| Total des votes                                            | Total des votes                                            | Total des votes                                            | 279 517                                                    | 100 %                                                      |
|                                                            | Les Républicains conservent                                |                                                            |                                                            |                                                            |